# Европска година особа са инвалидитетом
Европска комисија је 3. децембра 2001. године једногласно донијело одлуку да се 2003. година прогласи Европском годином особа са инвалидитетом. Понекад се назива и Европском годином инвалида.
Европска комисија је издвојила 12 милиона евра за признавање Европске године особа са инвалидитетом.
Година је званично покренута 26. јануара 2003. године церемонијом у Атини коју је водила Јулија Фернандез.